# Рута (Ловренц-на-Похорю)
Рута (словен. Ruta) — поселення в общині Ловренц-на-Похорю, Подравський регіон‎, Словенія.